# 삼바 (소프트웨어)
삼바(Samba)는 SMB 네트워킹 프로토콜을 다시 구현한 자유 소프트웨어이다. 1991년 오스트레일리아의 박사과정 학생이었던 앤드루 트리젤(Andrew Tridgell)이 개발하였다. 삼바는 다양한 마이크로소프트 윈도우 클라이언트에 파일 및 인쇄 서비스를 제공하며, 마이크로소프트 윈도우 서버 도메인과 도메인 컨트롤러(DC) 또는 도메인 구성원으로 통합될 수 있다. 버전 4부터는 액티브 디렉터리 및 마이크로소프트 윈도우 NT 도메인을 지원한다.
삼바는 리눅스, 솔라리스, AIX, 그리고 애플 macOS(Mac OS X 10.2 이상)와 macOS 서버를 포함한 BSD 계열의 대부분의 유닉스 계열 시스템에서 실행된다. 삼바는 OpenVMS, IBM i 등 여러 다른 운영 체제에서도 실행된다. 삼바는 거의 모든 리눅스 배포판의 표준으로 제공되며, 다른 유닉스 기반 운영 체제에도 기본 시스템 서비스로 포함되어 있는 경우가 많다. 삼바는 GNU 일반 공중 사용 허가서에 따라 배포된다. 삼바라는 이름은 마이크로소프트 윈도우 네트워크 파일 시스템에서 사용하는 독점 프로토콜인 서버 메시지 블록(SMB)에서 유래했다.